# Лара Ґут
Лара Ґут-Беграмі (нім. Lara Gut-Behrami; нар. 27 квітня 1991) — швейцарська гірськолижниця, дворазова чемпіонка світу, призерка світових першостей та Олімпійських ігор. Спортсменка року Швейцарії в номінації «відкриття року» (2008), спортсменка року Швейцарії (2016).
Лара Ґут змагається у всіх дисциплінах гірськолижного спорту, але найбільших успіхів досягла в швидкісних видах — швидкісному спуску й супергігантському слаломі. Вона розпочала виступати в міжнародних змаганнях у 2006, у віці 15 років. У грудні 2007 вона розпочала виступи
на етапах Кубка світу. Перший її подіум у найпрестижнішому змаганні гірськолижників припав на 2 лютого 2008 — вона стала третьою у швидкісному спуску на етапі в Санкт-Моріці, незважаючи на падіння перед фінішною лінією. На чемпіонаті світу 2009 у Валь-д'Ізері Лара здобула дві срібні медалі — у швидкісному спуску й суперкомбінації. Олімпіаду у Ванкувері їй довелося пропустити через травму.
Бронзову олімпійську медаль Лара виборола на іграх у Сочі в змаганнях зі швидкісного спуску.
Чемпіонкою світу Ґут стала на світовій першості 2021 року, що проходила в італійській Кортіні-д'Ампеццо. На цьому форумі вона виграла змагання з супергігантського та гігантського слалому і була третьою в швидкісному спускові.
У 2018 році Ґут одружилася з швейцарським футболістом Валоном Беграмі, й відтоді виступає під подвійним прізвищем Ґут-Беграмі.

## Виступи на Олімпійських іграх
| Рік  | Місце проведення          | СЛ | ГС   | СГ | ШС  | КМ   |
| ---- | ------------------------- | -- | ---- | -- | --- | ---- |
| 2014 | Сочі, Росія               | —  | 9    | 4  | 3   | DNF2 |
| 2018 | Пхьончхан, Південна Корея | —  | DNF1 | 4  | DNF | —    |
| 2022 | Пекін, Китай              | —  | 3    | 1  | 16  | —    |

## Виступи на чемпіонатах світу
| Рік  | Місце проведення               | СЛ | ГС   | СГ | ШС | КМ   |
| ---- | ------------------------------ | -- | ---- | -- | -- | ---- |
| 2009 | Валь-д'Ізер, Франція           | —  | DNF1 | 7  | 2  | 2    |
| 2011 | Гарміш-Партенкірхен, Німеччина | —  | 20   | 4  | 4  | DNF2 |
| 2013 | Шладмінг, Австрія              | —  | 7    | 2  | 16 | DNF2 |
| 2015 | Вейл/Бівер-Крик, США           | —  | DNF1 | 7  | 3  | 5    |
| 2017 | Санкт-Моріц, Швейцарія         | —  | —    | 3  | —  | DNS2 |
| 2019 | Оре, Швеція                    | —  | 21   | 9  | 8  | DNS2 |
| 2021 | Кортіна-д'Ампеццо, Італія      | —  | 1    | 1  | 3  | —    |

## Подіуми Кубка світу
Станом на 11 січня 2011.
| Сезон | Дата                 | Місце проведення               | Дисципліна              | Місце |
| ----- | -------------------- | ------------------------------ | ----------------------- | ----- |
| 2008  | 2 лютого 2008        | Санкт-Моріц, Швейцарія         | швидкісний спуск        | 3-тя  |
| 2009  | 20 грудня 2008       | Санкт-Моріц, Швейцарія         | супергігантський слалом | 1-ша  |
| 2009  | 28 грудня 2008       | Земмерінг, Австрія             | гігантський слалом      | 3-тя  |
| 2009  | Чемпіонат світу 2009 |                                |                         |       |
| 2011  | 18 грудня 2010       | Валь-д'Ізер, Франція           | швидкісний спуск        | 3-тя  |
| 2011  | 9 січня 2011         | Альтенмаркт-ім-Понгау, Австрія | супергігантський слалом | 1-ша  |